# Stilobezzia perspicua
Stilobezzia perspicua är en tvåvingeart som beskrevs av Oskar Augustus Johannsen 1931. Stilobezzia perspicua ingår i släktet Stilobezzia och familjen svidknott. Inga underarter finns listade i Catalogue of Life.